# Podział administracyjny Haiti

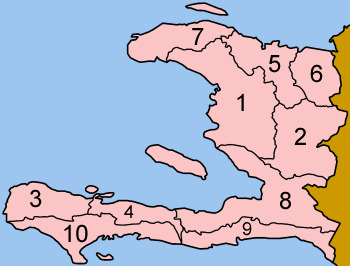
Podział administracyjny Haiti

Departamenty Haiti – Haiti jest podzielone na dziesięć departamentów (fr. départements):
1. Artibonite
2. Centralny
3. Grand’Anse
4. Nippes (utworzony w 2003 ze wschodniej części  dep. Grand’Anse)
5. Północny
6. Północno-Wschodni
7. Północno-Zachodni
8. Zachodni
9. Południowo-Wschodni
10. Południowy